# Astolfo Dutra (kommun)
Astolfo Dutra är en kommun i Brasilien.   Den ligger i delstaten Minas Gerais, i den sydöstra delen av landet, 800 km sydost om huvudstaden Brasília. Antalet invånare är 13 049.
Följande samhällen finns i Astolfo Dutra:
- Astolfo Dutra

Omgivningarna runt Astolfo Dutra är huvudsakligen savann. Runt Astolfo Dutra är det ganska tätbefolkat, med 83 invånare per kvadratkilometer.